# Screening neonatale

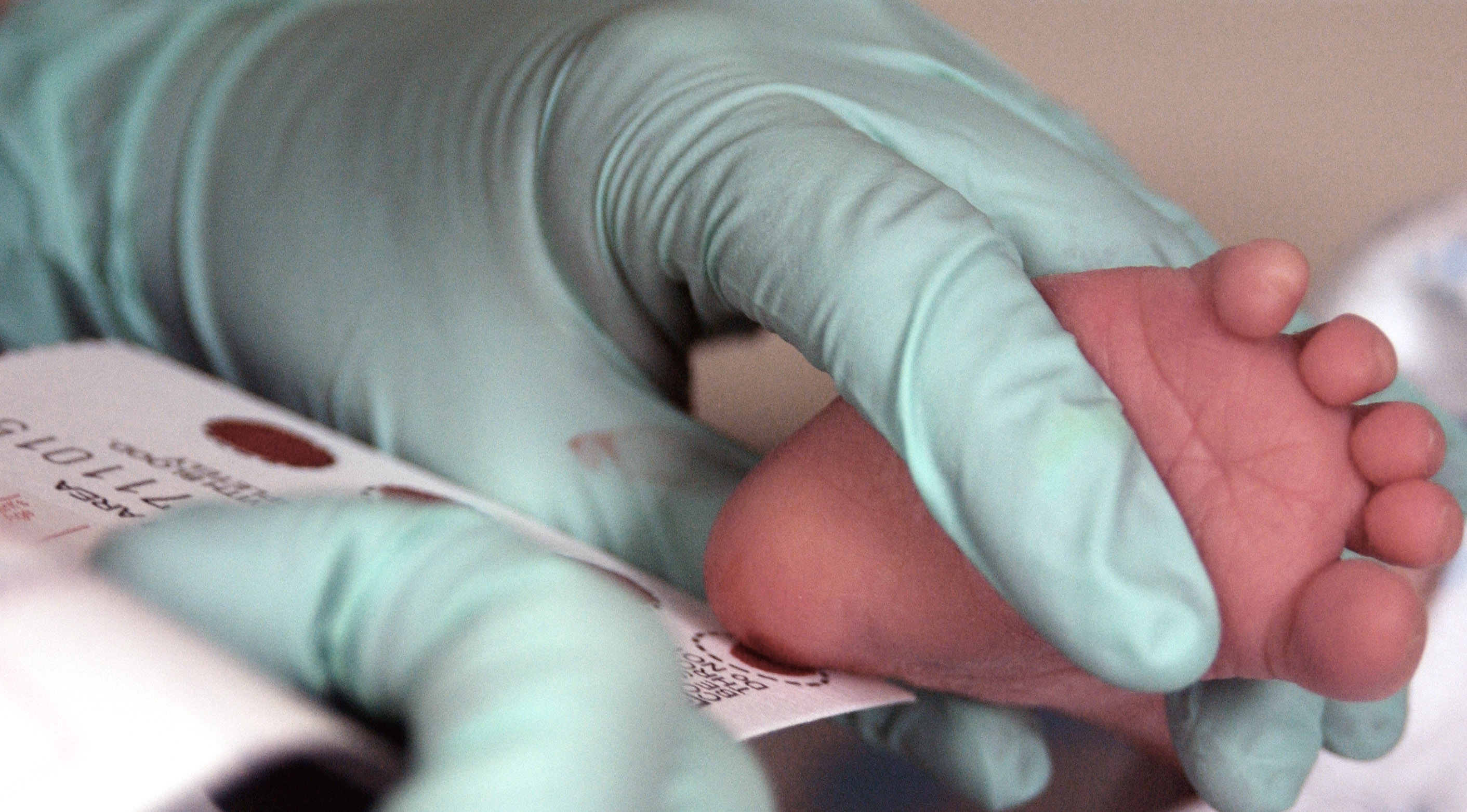
Raccolta di sangue dal tallone di un neonato su Guthrie card

Per screening neonatale si intende un insieme di esami volti a identificare patologie genetiche, endocrinologiche, metaboliche ed ematologiche per le quali esiste una terapia, durante i primi giorni di vita.
Lo screening neonatale (NBS) è un programma di screening della salute pubblica nei neonati poco dopo la nascita per patologie curabili, ma non clinicamente evidenti nel periodo neonatale. L'obiettivo è identificare i neonati a rischio per queste condizioni abbastanza presto per confermare la diagnosi e fornire interventi che altereranno il decorso clinico della malattia e prevengano o migliorino le manifestazioni cliniche. La NBS iniziò con la scoperta che la fenilchetonuria (PKU) del disturbo da aminoacidi poteva essere trattata mediante aggiustamento dietetico e che era necessario un intervento precoce per il miglior risultato. I bambini con PKU appaiono normali alla nascita, ma non sono in grado di metabolizzare l'amminoacido essenziale fenilalanina, con conseguente disabilità intellettiva irreversibile. Negli anni '60, Robert Guthrie sviluppò un metodo semplice usando un test di inibizione batterica in grado di rilevare alti livelli di fenilalanina nel sangue poco dopo la nascita di un bambino. Guthrie ha anche aperto la strada alla raccolta di sangue su carta da filtro che potrebbe essere facilmente trasportata, riconoscendo la necessità di un sistema semplice se lo screening fosse stato fatto su larga scala.
I programmi di screening sono spesso gestiti da enti governativi statali o nazionali con l'obiettivo di selezionare tutti i neonati nati nella giurisdizione per un gruppo definito di disturbi curabili. Il numero di malattie selezionate è stabilito da ciascuna giurisdizione e può variare notevolmente. La maggior parte dei test viene eseguita misurando i metaboliti o l'attività degli enzimi in campioni di sangue intero raccolti su carta da filtro. In alcuni programmi di screening sono inclusi test al letto per la perdita dell'udito mediante risposta uditiva cerebrale automatizzata e difetti cardiaci congeniti mediante pulsossimetria. I bambini con screening positivo vengono sottoposti a ulteriori test per determinare se sono realmente affetti da una malattia o se il risultato del test è stato un falso positivo. I test di follow-up sono in genere coordinati tra genetisti e pediatra o medico di base.

## Storia
È a Robert Guthrie che si deve il merito di aver effettuato il primo screening per il riconoscimento di iperfenilalaninemia e fenilchetonuria, alla fine degli anni sessanta, mediante la raccolta di poche gocce di sangue prelevate dal tallone del neonato tra la seconda e la terza giornata di vita su una speciale carta assorbente, che prese il nome di Guthrie Card.
L'ipotiroidismo congenito fu solo la seconda malattia, che venne indagata su larga scala, alla fine degli anni '70;seguita poi da fibrosi cistica e dalla sindrome adrenogenitale congenita o iperplasia congenita del surrene. Guthrie e colleghi hanno anche sviluppato saggi di inibizione batterica per la rilevazione della malattia delle urine a sciroppo d'acero e della galattosemia classica. Lo sviluppo dello screening della spettrometria di massa in tandem (MS / MS) nei primi anni '90 ha portato a una grande espansione per lo screening delle malattie metaboliche congenite potenzialmente rilevabili che possono essere identificate da caratteristici aminoacidi e acilcarnitine.  In molte regioni, il test di inibizione batterica di Guthrie è stato sostituito dai saggi MS / MS, tuttavia la carta da filtro che ha sviluppato è ancora utilizzata in tutto il mondo e ha consentito lo screening di milioni di neonati in tutto il mondo ogni anno.

## Criteri di inclusione in uno screening
I programmi di screening neonatale inizialmente utilizzavano criteri di screening basati in gran parte su criteri stabiliti da JMG Wilson e F. Jungner nel 1968. Sebbene non siano specificamente riguardanti i programmi di screening della popolazione neonatale, la loro pubblicazione hanno proposto dieci criteri che i programmi di screening dovrebbero soddisfare prima di essere utilizzati come misura di sanità pubblica. I programmi di screening neonatale sono amministrati in ogni giurisdizione, con aggiunte e rimozioni dal panel generalmente riviste da un panel di esperti. I quattro criteri della pubblicazione su cui si basavano quando si prendevano decisioni per i primi programmi di screening neonatale erano:
- avere un protocollo di trattamento accettabile in atto che cambia l'esito per i pazienti con diagnosi precoce della malattia
- una comprensione della storia naturale della condizione
- una comprensione di chi sarà trattato
- un test di screening affidabile sia per i pazienti affetti che per quelli non affetti ed è accettabile per il pubblico[6]

Con il progredire delle tecniche diagnostiche, sono sorti dibattiti su come i programmi di screening dovrebbero adattarsi. La spettrometria di massa in tandem ha notevolmente ampliato il numero potenziale di malattie che possono essere rilevate, anche senza soddisfare tutti gli altri criteri utilizzati per prendere le decisioni di screening. La distrofia muscolare di Duchenne è una malattia che è stata aggiunta ai programmi di screening in diverse giurisdizioni in tutto il mondo, nonostante la mancanza di prove che indichino se la diagnosi precoce migliora il risultato clinico per un paziente.

## Tipologie di patologie sottoposte a screening
Lo screening neonatale è inteso come un programma di sanità pubblica per identificare i bambini con condizioni curabili prima che si presentino clinicamente o subiscano danni irreversibili. La fenilchetonuria (PKU) è stata la prima patologia mirata allo screening neonatale, essendo stata implementata in un piccolo numero di ospedali e in rapida espansione negli Stati Uniti e nel resto del mondo.Dopo il successo dello screening neonatale per PKU (39 bambini sono stati identificati e trattati nei primi due anni di screening, senza risultati falsi negativi), Guthrie e altri hanno cercato altri disturbi che potrebbero essere identificati e trattati nei bambini, sviluppando infine l'inibizione batterica test per identificare la galattosemia classica e la malattia delle urine con sciroppo d'acero.
Lo screening neonatale si è ampliato dall'introduzione dei test PKU negli anni '60, ma può variare notevolmente da paese a paese. Nel 2011, gli Stati Uniti hanno selezionato 54 condizioni, la Germania 12, il Regno Unito 2 (PKU e deficit di acil-CoA deidrogenasi a catena media (MCADD), mentre Francia e Hong Kong hanno selezionato solo una condizione (PKU e ipotiroidismo congenito , rispettivamente). Le condizioni incluse nei programmi di screening neonatale in tutto il mondo variano notevolmente, in base ai requisiti legali per i programmi di screening, alla prevalenza di determinate malattie all'interno di una popolazione, alla pressione politica e alla disponibilità di risorse sia per i test che per il follow-up dei pazienti identificati.

### Patologie legate al pathway degli amminoacidi
Lo screening neonatale ha avuto origine da un disordine degli aminoacidi, la fenilchetonuria (PKU), che può essere facilmente trattata con modificazioni dietetiche, ma provoca un grave ritardo mentale se non identificata e trattata in anticipo. Robert Guthrie introdusse il test di screening neonatale per la PKU nei primi anni '60. Con la consapevolezza che la PKU poteva essere rilevata prima che i sintomi fossero evidenti e che fosse iniziato il trattamento, lo screening fu rapidamente adottato in tutto il mondo. L'Irlanda fu il primo paese al mondo a introdurre un programma di screening nazionale nel febbraio 1966 e l'Inghilterra nel 1968.

### Patologie legate al pathway dell'ossidazione degli acidi grassi
Con l'avvento della spettrometria di massa in tandem come strumento di screening, diversi disturbi dell'ossidazione degli acidi grassi sono stati inclusi nei programmi di screening neonatale. Il deficit di acil-CoA deidrogenasi a catena media (MCADD), che era stato implicato in diversi casi di sindrome della morte improvvisa del bambinoè stata una delle prime condizioni previste per l'inclusione.Il MCADD è stata la prima condizione aggiunta quando il Regno Unito ha ampliato il proprio programma di screening solo dalla PKU. Gli studi basati sulla popolazione in Germania, Stati Uniti e Australia hanno un'incidenza combinata di disturbi dell'ossidazione degli acidi grassi a 1: 9300 tra i caucasici. Gli Stati Uniti eseguno lo screening su tutti i disturbi dell'ossidazione degli acidi grassi noti, sia come obiettivi primari che secondari, mentre altri paesi selezionano un sottoinsieme di questi.
L'introduzione dello screening per i disturbi dell'ossidazione degli acidi grassi ha dimostrato di avere una ridotta morbilità e mortalità associate alle condizioni, in particolare MCADD. Uno studio australiano ha riscontrato una riduzione del 74% degli episodi di grave scompenso metabolico o morte tra gli individui identificati dallo screening neonatale come affetti da MCADD rispetto a quelli che si sono presentati clinicamente prima dello screening. Studi nei Paesi Bassi e nel Regno Unito hanno riscontrato miglioramenti nei risultati a un costo ridotto quando i bambini sono risultati positivi allo screening prima di presentare dei segni clinici.
I programmi di screening neonatale hanno inoltre ampliato la base di informazioni disponibili su alcune rare condizioni. Prima della sua inclusione nello screening neonatale, si riteneva che il deficit di acil-CoA deidrogenasi a catena corta (SCADD) fosse pericoloso per la vita. La maggior parte dei pazienti identificati tramite screening neonatale con questa carenza enzimatica erano asintomatici, per questo motivo il SCADD è stato rimosso dai pannelli di screening in diversi paesi. Senza la coorte di pazienti identificati dallo screening neonatale, questo fenotipo clinico non sarebbe probabilmente stato mai identificato.

### Endocrinopatie
I disturbi più comunemente inclusi del sistema endocrino sono l'ipotiroidismo congenito (CH) e l'iperplasia surrenalica congenita (CAH). Il test per entrambi i disturbi può essere eseguito utilizzando campioni di sangue raccolti sulla scheda di screening neonatale standard. Lo screening per CH viene eseguito misurando la tiroxina (T4), la tireotropina (TSH) o una combinazione di entrambi gli analiti. Il 17α-idrossiprogesterone elevato (17α-OHP) è il marcatore primario usato durante lo screening per CAH, più comunemente fatto usando saggi di immunosorbenti collegati agli enzimi, con molti programmi che utilizzano un test di spettrometria di massa tandem di secondo livello per ridurre il numero di risultati falsi positivi.Un'attenta analisi dei risultati dello screening per CAH può anche identificare casi di ipoplasia surrenalica congenita, che presenta livelli estremamente bassi di 17α-OHP.
La CH è stata aggiunta a molti programmi di screening neonatale negli anni '70, spesso come seconda condizione inclusa dopo PKU. La causa più comune di CH è la disgenesi della ghiandola tiroidea.Dopo molti anni di screening neonatale, l'incidenza della CH in tutto il mondo era stata stimata in 1: 3600 nascite, senza evidenti aumenti in specifici gruppi etnici. I dati recenti di alcune regioni hanno mostrato un aumento, con New York che ha riportato un'incidenza di 1: 1700. Sono stati studiati i motivi dell'apparente aumento dell'incidenza, ma non è stata trovata alcuna spiegazione.
Il CAH classico, il disturbo preso di mira dai programmi di screening neonatale, è causato da una carenza dell'enzima per lo steroide 21-idrossilasi e si presenta in due forme: semplice virilizzazione e una forma di deperimento del sale. L'incidenza di CAH può variare notevolmente tra le popolazioni. I più alti tassi di incidenza riportati sono tra gli eschimesi dell'Alaska (1: 280) e sull'isola francese di Riunione (1: 2100).

### Emoglobinopatie
Qualsiasi condizione che provoca la produzione di emoglobina anormale è inclusa nella vasta categoria di emoglobinopatie. In tutto il mondo, si stima che il 7% della popolazione possa presentare un'emoglobinopatia con significato clinico.La condizione più nota in questo gruppo è la malattia a cellule falciformi. Lo screening neonatale per un gran numero di emoglobinopatie viene effettuato rilevando schemi anormali usando la messa a fuoco isoelettrica, che può rilevare molti diversi tipi di emoglobine anormali. Negli Stati Uniti, lo screening neonatale per l'anemia falciforme è stato raccomandato per tutti i neonati nel 1987, tuttavia non è stato attuato in tutti i 50 stati fino al 2006.
L'identificazione precoce di soggetti con anemia falciforme e altre emoglobinopatie consente di iniziare il trattamento in modo tempestivo.

### Acidosi organica
La maggior parte delle giurisdizioni non ha iniziato lo screening per nessuna delle acidosi organiche prima che la spettrometria di massa in tandem espandesse significativamente l'elenco dei disturbi rilevabili dallo screening neonatale. Lo screening neonatale mediante spettrometria di massa in tandem può rilevare diverse acidemie organiche, tra cui l'acidemia propionica, l'acidemia metilmalonica e l'acidemia isovalerica.

### Fibrosi cistica
La fibrosi cistica (CF) è stata aggiunta per la prima volta ai programmi di screening neonatale in Nuova Zelanda e regioni dell'Australia nel 1981, misurando il tripsinogeno immunoreattivo (IRT) nel sangue secco. Dopo l'identificazione del gene CFTR, l'Australia ha introdotto un programma di test a due livelli per ridurre il numero di falsi positivi. I campioni con un elevato valore di IRT sono stati quindi analizzati con metodi molecolari per identificare la presenza di mutazioni che causano malattie prima di essere riportati ai genitori e agli operatori sanitari. La FC è inclusa nel pannello centrale delle condizioni raccomandate per l'inclusione in tutti e 50 gli stati, il Texas è stato l'ultimo stato ad attuare il loro programma di screening per la FC nel 2010. L'Alberta è stata la prima provincia canadese a implementare lo screening della CF nel 2007. Quebec, New Brunswick, Nova Scotia, Terranova e Prince Edward Island non includono CF nei loro programmi di screening.Anche il Regno Unito e molti paesi dell'Unione europea fanno lo screening per la FC. La Svizzera è uno degli ultimi paesi ad aggiungere CF al loro menu di screening neonatale, nel gennaio 2011.

### Disturbi del ciclo dell'urea
Disturbi del ciclo dell'urea distale, come citrullinemia, aciduria argininosuccinica e argininemia sono inclusi nei programmi di screening neonatale in molte giurisdizioni che utilizzano la spettrometria di massa in tandem per identificare gli aminoacidi chiave. I difetti del ciclo dell'urea prossimale, come il deficit di ornitina transcarbamilasi e il deficit di carbamoil fosfato sintetasi non sono inclusi nei pannelli di screening neonatale perché non vengono rilevati in modo affidabile utilizzando la tecnologia attuale e anche perché i bambini gravemente colpiti presenteranno sintomi clinici prima che siano disponibili i risultati dello screening neonatale. Alcune regioni affermano di effettuare lo screening per la sindrome HHH (iperammonemia, iperornitinemia, omocitrullinuria) in base al rilevamento di livelli elevati di ornitina nella macchia secca del sangue di screening neonatale, ma altre fonti hanno dimostrato che le persone colpite non hanno ornitina elevata alla nascita.

### Disturbi da accumulo lisosomiale
I disturbi da accumulo lisosomiale non sono inclusi nei programmi di screening neonatale ad alta frequenza. Come gruppo, sono eterogenei, con lo screening che è fattibile solo per una piccola frazione dei circa 40 disturbi identificati. Gli argomenti per la loro inclusione nei programmi di screening neonatale sono incentrati sul vantaggio del trattamento precoce (quando è disponibile il trattamento), evitando un'odissea diagnostica per le famiglie e fornendo informazioni per la pianificazione familiare alle coppie che hanno un bambino affetto.Le argomentazioni contro l'inclusione di questi disturbi, come gruppo o individualmente centrano attorno alle difficoltà di identificare in modo affidabile gli individui che saranno colpiti da una forma grave del disturbo, la natura relativamente non dimostrata dei metodi di trattamento e l'alto costo / alto rischio associato a alcune opzioni di trattamento.
Lo Stato di New York ha avviato uno studio pilota per lo screening della malattia di Krabbe nel 2006, in gran parte a causa degli sforzi di Jim Kelly, il cui figlio, Hunter, è stato colpito dalla malattia. Un programma pilota di screening per quattro malattie da accumulo lisosomiale (malattia di Gaucher, malattia di Pompe, malattia di Fabry e malattia di Niemann-Pick è stato avviato utilizzando sangue secco è stato completato in Austria nel 2010. I loro dati hanno mostrato una maggiore incidenza rispetto a quanto atteso nella popolazione e anche una serie di forme di malattia a esordio tardivo, che in genere non sono l'obiettivo dei programmi di screening neonatale.

### Sordità
La perdita dell'udito non diagnosticata in un bambino può avere effetti gravi in molte aree dello sviluppo, tra cui linguaggio, interazioni sociali, emozioni, capacità cognitive, rendimento scolastico e abilità professionali, qualsiasi combinazione delle quali può avere effetti negativi sulla qualità della vita. I gravi impatti di una diagnosi tardiva, combinati con l'elevata incidenza (stimata in 1-3 per 1000 nascite vive e fino al 4% per i pazienti in terapia intensiva neonatale) sono stati i motori di programmi di screening progettati per identificare i bambini con perdita dell'udito il più presto possibile. L'identificazione precoce consente a questi pazienti e alle loro famiglie di accedere alle risorse necessarie per aiutarli a massimizzare i loro risultati di sviluppo.
Il test dell'udito neonatale viene eseguito al posto letto utilizzando emissioni otoacustiche evocate temporaneamente, risposte al tronco cerebrale automatizzate o una combinazione di entrambe le tecniche. I programmi di screening dell'udito hanno rilevato che i test iniziali costano tra $ 10,20 e $ 23,37 per bambino, a seconda della tecnologia utilizzata.Poiché questi sono solo test di screening, si verificheranno risultati falsi positivi. Risultati falsi positivi potrebbero essere dovuti a errori dell'utente, all'agitazione del bambino , a un rumore ambientale nella sala di prova o una congestione nell'orecchio esterno / medio del bambino. Una revisione dei programmi di screening dell'udito ha rilevato che i tassi di riferimento iniziali (risultati positivi dello schermo) variavano dallo 0,6% al 16,7%. La più alta incidenza complessiva di rilevazione della perdita dell'udito è stata dello 0,517%. Una percentuale significativa di neonati con screening positivo è stata persa per il follow-up prima che una diagnosi potesse essere confermata o esclusa in tutti i programmi di screening.

### Difetti cardiaci congeniti
In alcuni casi, i difetti cardiaci congeniti critici (CCHD) non vengono identificati mediante ecografia prenatale o esame fisico postnatale. La pulsossimetria è stata recentemente aggiunta come test di screening per CCHD tra le 24 e le 48 ore dopo la nascita. Tuttavia, non tutti i problemi cardiaci possono essere rilevati con questo metodo, che si basa solo sui livelli di ossigeno nel sangue.
Quando un bambino risulta positivo, viene eseguito urgentemente un esame come l'ecocardiografia, per determinare la causa di bassi livelli di ossigeno. I bambini con diagnosi di CCHD vengono quindi visitati dai cardiologi.
Immunodeficienza combinata grave
L'immunodeficienza combinata grave (SCID) causata da carenza di cellule T è un disturbo che è stato recentemente aggiunto ai programmi di screening neonatale in alcune regioni degli Stati Uniti. Il Wisconsin è stato il primo stato ad aggiungere SCID al proprio panel di screening obbligatorio nel 2008 ed è stato raccomandato per l'inclusione nei panel di tutti gli stati nel 2010. Da dicembre 2018 tutti gli Stati Uniti eseguono lo screening SCID. Come primo paese in Europa, la Norvegia ha iniziato lo screening SCID a livello nazionale nel gennaio 2018.L'identificazione dei neonati con SCID viene effettuata rilevando i circoli di escissione dei recettori delle cellule T (TREC) utilizzando la reazione a catena della polimerasi in tempo reale (qPCR). I TREC sono diminuiti nei neonati affetti da SCID.
SCID non è stato aggiunto allo screening neonatale su larga scala per diversi motivi. Richiede una tecnologia che non è attualmente utilizzata nella maggior parte dei laboratori di screening neonatale, poiché la PCR non viene utilizzata per altri saggi inclusi nei programmi di screening. Il follow-up e il trattamento dei neonati affetti richiedono anche immunologi specializzati, che potrebbero non essere disponibili in tutte le regioni. Il trattamento per SCID è un trapianto di cellule staminali, che non può essere eseguito in tutti i centri.

### Altre condizioni
La distrofia muscolare di Duchenne (DMD) è una malattia legata all'X causata da una produzione difettosa di distrofina. Molte giurisdizioni in tutto il mondo hanno cercato di individuare la DMD usando livelli elevati di creatinchinasi misurati nel sangue. Poiché non è stato intrapreso uno screening neonatale universale per la DMD, le persone colpite hanno spesso un ritardo significativo nella diagnosi. Man mano che le opzioni terapeutiche per la DMD diventano sempre più efficaci, aumenta l'interesse per l'aggiunta di un test di screening neonatale. Diverse volte dal 1978, la DMD è stata inclusa (spesso come studio pilota su un piccolo sottogruppo della popolazione) nei programmi di screening neonatale a Edimburgo, Germania, Canada, Francia, Galles, Cipro, Belgio e Stati Uniti. Nel 2012, il Belgio è stato l'unico paese che ha continuato a selezionare DMD utilizzando i livelli di creatinchinasi.
Man mano che i trattamenti migliorano, lo screening neonatale diventa una possibilità per i disturbi che potrebbero beneficiare di un intervento precoce. L'adrenoleucodistrofia (ALD), una malattia perossisomiale che presenta una presentazione clinica variabile è uno dei disturbi che è diventato un bersaglio per coloro che cercano di identificare precocemente i pazienti colpiti. L'ALD può presentarsi in diverse forme, alcune delle quali non presenti fino all'età adulta, il che rende difficile per i paesi aggiungere programmi di screening. L'opzione di trattamento di maggior successo è un trapianto di cellule staminali, una procedura che comporta un rischio significativo.

## Metodi d'analisi
I metodi d'analisi per lo screening neonatale classico (ipotiroidismo congenito, fibrosi cistica, iperfenilalaninemia e fenilchetonuria) sono essenzialmente test ELISA e test immunofluorimetrici e ancor oggi vengono utilizzati da gran parte dei centri regionali italiani.

### Tandem Mass
Negli anni '90, Edwin Naylor e il suo gruppo di ricerca partendo dai principi di spettrometria di massa già noti ed applicati in altri campi della biochimica, avallarono l'utilizzo della Tandem Mass (o Spettrometria di Massa-Massa) per lo screening neonatale, ampliando così il pannello di malattie riconoscibili partendo sempre da un semplice spot di sangue su Guthrie Card (Expanded Newborn Screening).
Grazie alla Tandem Mass applicata allo screening neonatale, le principali patologie visibili alla nascita sono: 
1. Ipotiroidismo congenito
2. Iperplasia congenita del Surrene o Sindrome adrenogenitale congenita
3. Deficit di biotinidasi
4. Galattosemia
5. Fenilchetonuria e Iperfenilalaninemia
6. Malattia delle urine a sciroppo d'acero o Leucinosi
7. Difetti dell'ossidazione degli acidi grassi
8. Difetti del ciclo della carnitina
9. Glutarico Aciduria di tipo I e II
10. Isovalerico Aciduria
11. Propionico Aciduria
12. Tirosinemia

Ad oggi il pannello di Patologie Rare oggetto di screening neonatale varia molto da nazione a nazione, e nello stesso stato da regione a regione. Molti centri hanno deciso di adottare la più dispendiosa Tandem Mass, altri continuano a effettuare lo screening con i metodi già noti in precedenza.

## Screening uditivo neonatale
Lo screening uditivo neonatale consente di individuare un difetto uditivo congenito entro i primissimi mesi di vita di un bambino, prima che si manifestino i sintomi legati alla deprivazione sonora. Lo screening uditivo prevede la somministrazione, da parte di personale qualificato Tecnico Audiometrista, di un test audiologico specifico e oggettivo a tutti i neonati (chiamato "universale").

## Razionale clinico dello screening
I criteri generali nella determinazione delle patologie per cui attuare lo screening neonatale sono:
1. La patologia non è visibile al momento della nascita: il neonato appare sano
2. La patologia ha un'incidenza relativamente alta nella popolazione nazionale
3. Un ritardo nella diagnosi genera danni irreversibili o morte del bambino
4. L'esistenza di un test semplice, attendibile ed economico
5. Un intervento tempestivo migliora il decorso della patologia e rende buona la qualità della vita dell'individuo